# نستیهن
نَستیهَن (نَستهَن) در شاهنامه پسر ویسه و برادر پیران پهلوان تورانی است. نستیهن در میدان چوگان یار افراسیاب بود. وی همچنین به فرمان برادرش پیران و به همراه جمعی دیگر از تورانیان در پی کیخسرو تاخت تا او را به توران برگرداند. نستیهن دومین فرد هلاک شده پس از هومان است. افراسیاب پس از آگاهی از قتل هومان، او را با ده هزار جنگجو به پیکار فرستاد:
| سزد گر کنی جنگ را تیز چنگ |  | بـه کین بـرادر نسـازی درنگ |

## نستیهن در شاهنامه
نستیهن در جریان نبرد هماون، همراه با برادرش از جلو سپاه ایران گریخت. فردوسی در ابیاتی از شاهنامه، از نستیهن یاد کرده، که بیت زیر از آن جمله‌است:
| چــو پیران و نستیهن جنگجــوی |  | چو هومان که برداشتی زآب گوی |

در جنگ جنگ دوازده رخ مترجم هوامان خبر کشته شدنش را به پیران داد و پیران نستیهن را به کین هومان فرستاد ولی او نیز بدست بیژن کشته شد. او با ده هزار نفر سپاهی علیه گودرز سپهسالار کیخسرو از کوه کنابد به کوه زیبد لشکر کشید. بیژن با دیدن درفش ویسه در دست نستیهن، اسب نستیهن را نشانه گرفت و روزگار این دلاور را به سر آورد. 

## صحنه رزم
بعد فرمان پیران به انتقام هومان، نستیهن گفت همان کنم که فرمان باشد و سپیده با لشکر شبیخون را آغاز کرد. دیده‌بانان گودرز با مشاهدهٔ سپاه عظیم ترکان به او گفتند لشکری عظیم که زبان را نمی‌فهمند نزدیک است سر برسند . گودرز آرام گفت بیدار باشید آنگاه که به تازگی مستظهر به بیژن نوه‌اش شده بود او را به مقابله ترکان فرستاد . حکیم طوس به نکتهٔ جدید در باب اصالت این گروه از ترکان اشاره می‌نماید که اشاره از یک قوم ناشناخته است. بیژن بعد از قتل نستیهن به سپاهیانش می‌گوید: ترکان اگر چه پری‌چهره، یعنی قشنگ و زیبا هستند ولی در نبرد پاک از هنر رزم بی‌بهره می‌باشند.
| چنین گفت بیژن به ایرانیان    |  | که هر کاو ببندد کمر بر میان |
| بجز گرز و شمشیر گیرد بدست    |  | کمان بر سرش بر کنم پاک پَست  |
| که ترکان به دیدن پری چهره‌اند |  | به جنگ از هنر پاک بی‌بهره‌اند |
| دلیری گرفتند کندآوران        |  | کشیدند لشکر پرندآوران       |

ظاهراً ایرانیان در این میدان با افواج تیرانداز مواجه شدند به همین خاطر بیژن برای تقویت روحیه سپاه می‌گوید هر جنگنده که بدون گرز و شمشیر و مسلح به تیر و کمان باشد کمان را بر سرش خواهم شکست. پس از این رجزها جنگجویان ایرانی با شمشیرهای درخشان و با روحیه مضاعف قتل عام کردند. نمونه این جنگ را در زمان مادها از زبان هرودوت می‌شنویم، او گزارش می‌کند مادها تیرانداختن را از اسکیت‌ها آموختند.